# Raissa L. Berg
Raissa L'vovna Berg (9 de abril de 1913, San Petersburgo, Imperio ruso, -1 de marzo de 2006) fue una genetista y bióloga evolutiva rusa.

## Biografía
Raissa nació en San Petersburgo, segunda hija de Lev Semenovitch Berg y Polina Abramovna Kotlovker, ambos de Bendery y judíos. Estudió en la Universidad de Moscú, y su padre Lev se convirtió al luteranismo y fue un notable geógrafo e ictiólogo.
Cuándo Raissa tenía seis semanas de vida, sus padres se separaron. Aunque su madre demandó su custodia, su padre prevaleció; al ser cristiano la Iglesia ortodoxa rusa decidió en tal caso. Raissa y su hermano Simon fueron bautizados y crecieron con su padre, su abuela paterna Klara L'vovna Berg, y su madrastra Maria Mikhailovna Ivanova, con quien Lev se casó en 1923.

## Educación
En 1929, se graduó de la Escuela Alemana Luterana de San Petersburgo. Luego obtuvo un diploma en genética de la Universidad Estatal de San Petersburgo, donde estudió bajo H. J. Muller. Con la disertación "Diferencias entre poblaciones salvajes y de laboratorio de Drosophila melanogaster: una hipótesis de correlaciones genéticas" ganó una candidatura de grado de Ciencias. A principios de los cuarenta trabajó en su disertación doctoral "Especie como un sistema de evolucionar" y en 1946 la defendió oficialmente, ganando un doctorado de grado de Ciencias por el Instituto de Citología y Genética de Novosibirsk.

## Carrera científica
Tras completar sus estudios en Leningrado, Berg se mudó a Moscú para trabajar en el Instituto de Morfología Evolutiva A. N. Severtsov bajo I. I. Schmalhausen. El Instituto fue evacuado a Kazajistán en 1941, pero el año siguiente Berg regresó a Moscú para trabajar en su disertación doctoral. De 1944 a 1947 trabajó como investigadora sénior en el Instituto Severtsov y parte de tiempo en el Instituto Zoológico de la Universidad de Moscú. El lysenkoismo suponía una constante presión sobre los genetistas soviéticos, con el resultado de que muchos investigadores fueron expulsados de sus instituciones. Por aquel entonces Berg fue despedida de la Universidad de Moscú, unas circunstancias sobre las que diría: «Había sólo un genetista en el Departamento de darwinismo de la Universidad de Moscú y un solo genetista en el Instituto de Morfología Evolutiva, y en ambos casos se trataba de mí». Berg continuó con experimentos botánicos para apoyar su disertación doctoral y el trabajo publicado que relacionaba las expediciones de su padre.
En 1948, Berg empezó a trabajar como profesora asociada del Instituto Pedagógico Herzen Leningrad, y en 1949 pasó al Instituto de Búsqueda de la Unión de Lago y Río Fish Administración. Luego trabajó en la Universidad Estatal de Leningrado; entre 1954 a 1963 comenzando como ayudante, luego profesora asociada, y finalmente sénior asociada. De 1964 a 1968, Berg encabezó el Laboratorio de Genética de Población del Instituto de Citología y Genética y trabajó como conferenciante en la Universidad Estatal de Novosibirsk.
Tras verse obligada a salir de Novosibirsk en 1968, Berg regresó a Leningrado. Encabezó un grupo en el Instituto Agrofísico de la VASKhNIL de 1968 a 1970 y de 1968 a 1974 fue profesora en la Universidad Pedagógica Herzen Leningrad.
A mediados de los 1970s, Berg emigró a los Estados Unidos. Tuvo una posición en la Universidad de Wisconsin-Madison desde 1975 a 1981, y de 1984 a 1984 como profesora visitante en la Universidad Washington en San Luis. Viajó y dio conferencias extensamente antes de reubicarse en Francia en 1994.

## Opiniones políticas
Era una inconformista. Con el comparativamente liberal deshielo de Jrushchov y la remota Academia de Novosibirsk, posibilitó celebrar reuniones de artistas y escritores disidentes en las que actuaba como anfitriona. Junto con varias docenas de otros investigadores que trabajaban dentro de la División siberiana de la Academia rusa de Ciencias, Berg firmó una carta que protestaba por el cierre de pruebas de disidentes. En 1968 fue condenada por «irresponsabilidad política» y retirada de su trabajo.
Berg escribió en defensa de N. V. Timoféeff-Ressovsky, un científico ruso que trabajaba en la Alemania nazi. Afirmó que Timoféeff siempre se interesó en la búsqueda pura, políticamente era opuesto al Tercer Reich, estaba razonablemente preocupado por su seguridad en la Unión Soviética de Stalin y había sido  perseguido injustamente después de la Segunda Guerra Mundial. En su memoria, Adquired Traits, Berg hizo una crónica de los retos a los que tuvo que hacer frente trabajando dentro del sistema soviético.

## Vida personal
Se casó con el genetista Valentin Sergeevich Kirpichnikov en 1945 y tuvieron dos hijas, Elizaveta y Maria Kirpichnikova, nacidas en 1947 y 1948 respectivamente.